# Дерма (Міссісіпі)
Дерма (англ. Derma) — місто (англ. town) в США, в окрузі Калгун штату Міссісіпі. Населення — 957 осіб (2020).

## Географія
Дерма розташована за координатами 33°51′32″ пн. ш. 89°17′16″ зх. д. / 33.85889° пн. ш. 89.28778° зх. д. (33.858875, -89.287760).  За даними Бюро перепису населення США в 2010 році місто мало площу 4,59 км², уся площа — суходіл.

## Демографія
Згідно з переписом 2010 року, у місті мешкало 1025 осіб у 412 домогосподарствах у складі 285 родин. Густота населення становила 223 особи/км².  Було 468 помешкань (102/км²).
Расовий склад населення:
| - 61,0 % — чорних або афроамериканців - 37,0 % — білих - 0,1 % — корінних американців - 1,3 % — осіб інших рас |

До двох чи більше рас належало 0,7 %. Частка іспаномовних становила 1,4 % від усіх жителів.
За віковим діапазоном населення розподілялося таким чином: 27,8 % — особи молодші 18 років, 58,9 % — особи у віці 18—64 років, 13,3 % — особи у віці 65 років та старші. Медіана віку мешканця становила 37,0 року. На 100 осіб жіночої статі у місті припадало 91,2 чоловіків;  на 100 жінок у віці від 18 років та старших — 80,9 чоловіків також старших 18 років.
Середній дохід на одне домашнє господарство  становив 28 905 доларів США (медіана — 22 734), а середній дохід на одну сім'ю — 32 140 доларів (медіана — 27 188). Медіана доходів становила 33 438 доларів для чоловіків та 24 063 долари для жінок. За межею бідності перебувало 47,3 % осіб, у тому числі 77,8 % дітей у віці до 18 років та 26,9 % осіб у віці 65 років та старших.
Цивільне працевлаштоване населення становило 306 осіб. Основні галузі зайнятості: освіта, охорона здоров'я та соціальна допомога — 24,2 %, виробництво — 22,9 %, сільське господарство, лісництво, риболовля — 20,6 %.